# Ptereleotris randalli
Ptereleotris randalli is een straalvinnige vissensoort uit de familie van wormvissen (Microdesmidae). De wetenschappelijke naam van de soort is voor het eerst geldig gepubliceerd in 2001 door Gasparini, Rocha & Floeter.